# Bruñido (cerámica)

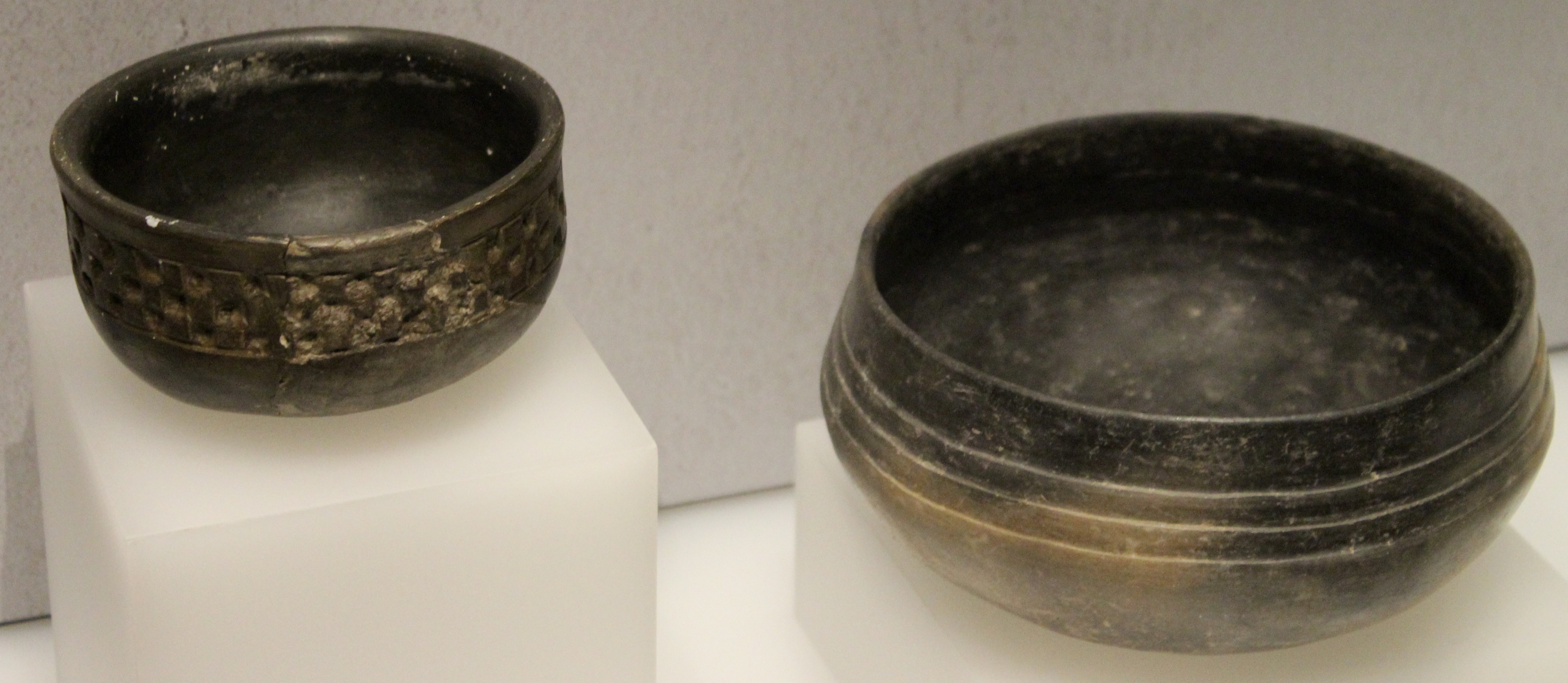
Cerámica tartesia del periodo denominado de ‘retícula bruñida’, anterior a la colonización fenicia, en el Museo Arqueológico Nacional de España.

Bruñido es una técnica decorativa que en alfarería consiste en frotar la superficie arcillosa de una pieza cerámica hasta conseguir una apariencia pulida y brillante, y cierta suavidad táctil. Usado desde el Bronce Final como técnica de acabado, puede encontrarse en muy diferentes culturas de la Antigüedad.

## Herramientas obruñidores
Las herramientas para frotar la superficie de una pieza cerámica son muy variadas: el dedo del alfarero, un palo de madera, piedras, semillas, objetos de plástico, huesos... y se pueden alternar o intercambiar a lo largo del proceso de bruñido hasta lograr el efecto deseado. También pueden usarse como bruñidores recursos como «media caña, badanas o pellejas, una bola de cristal o metal... pero siempre sin angulaciones ni resaltes».

## Técnica
El bruñido puede iniciarse cuando la pieza está húmeda, en estado de dureza de cuero, o cuando ya está seca. Algunos artesanos consideran que el efecto del pulido se logra más en la segunda opción por varias razones:
- Cuando la pieza está recién hecha puede ser deformada por la presión ejercida o la simple manipulación.
- Cuando la pieza está totalmente seca es propensa a quebrarse con la presión de las herramientas, en especial si sus paredes son finas.
- El estado ideal para el bruñido de la pieza es el llamado «momento de dureza de cuero», cuando el barro o arcilla no están tan blandos como para ser deformados pero no son tan frágiles como para quebrarse en su proceso.

## Detalles y recomendaciones
Diferentes especialistas cerámicos proponen los siguientes trucos, observaciones o recomendaciones:
- El bruñido puede disminuir su brillo tras una quema en horno eléctrico .
- La presión ejercida con la herramienta, debe hacerse con mucha sensibilidad, observando siempre la parte donde se bruñe, la forma general de la pieza, cómo se sostiene o apoya la pieza con el propio cuerpo del ceramista o con la ayuda de una espuma o superficie blanda.
- Es recomendable bruñir en una sola dirección.
- El microscopio ha descubierto que las partículas arcillosas son de forma hexagonal y planas, la herramienta de pulido ordena las partículas que están en muchas direcciones en la parte de la superficie de la pieza.
- Conviene evitar mezclar el proceso del bruñido y el encerado o pulido con cera.
- El bruñido manual artesano no puede aspirar a conseguir el acabado de los procesos o tratamientos industriales, pero da a la pieza mayor personalidad.